# Zásmuky
Zásmuky là một thị trấn thuộc huyện Kolín, vùng Středočeský, Cộng hòa Séc.